# Ernst Gallin
Hermann Ernst Gallin (* 26. März 1901; † 1. April 1945 in Posen) war ein deutscher evangelischer Pfarrer, Mitglied der Bekennenden Kirche (BK) und Häftling im KZ Dachau.

## Leben
Ernst Gallin entstammt einer brandenburgischen Handwerkerfamilie. Sein Vater war Bäckermeister. Nach dem Besuch der Volksschule und der Erlangung seiner Hochschulreife studierte er Evangelische Theologie in Berlin, Marburg und Königsberg. Sein Erstes Theologisches Examen legte er 1933 in Berlin ab. Anschließend absolvierte er ein Lehrvikariat. Seine Ordination nahm nach abgeschlossenem Zweiten Examen Präses Kurt Scharf, Mitglied der Bekennenden Kirche, 1935 vor. Danach wurde er als Hilfsprediger in den Gemeinden Bober und Falkenrehde angestellt. 1936 wurde er in Falkenrehde ins Pfarramt berufen.
Während des Zweiten Weltkrieges 1941 wurde er zur Wehrmacht eingezogen, aber schon nach einigen Monaten aus gesundheitlichen Gründen freigestellt, so dass er wieder seinen geistlichen Aufgaben nachgehen konnte. Bei einer seiner Predigten, die wahrscheinlich mitgeschrieben wurden, hatte er in regimekritischer Weise über das Verhalten von Soldaten gegenüber Frauen gesprochen. Diese Inhalte seiner Predigten wurden der Gestapo zugetragen, denn am 18. August 1941 wurde er von Gestapobeamten zur „Schutzhaft“ in das Potsdamer Gestapogefängnis überführt. Drei Monate später, am 21. November 1941, wurde er in das KZ Dachau eingeliefert und dem sogenannten Pfarrerblock zugewiesen. Aus dieser Zeit berichtete später der katholische Priester Johannes Neuhäusler über den brüderlichen Umgang der konfessionsverschiedenen Geistlichen im Block, zu denen Ernst Gallin gehörte.
Im Mai 1942 wurde Gallin aus der KZ-Haft entlassen. Ein Potsdamer Arzt hat kurz danach bei ihm eine akute Herzmuskelschwäche sowie ein anämisches Syndrom festgestellt. Ein Jahr später wurde Ernst Gallin in die Pfarrstelle Daber in Pommern berufen. Mit seinem dortigen Kollegen und Superintendenten verband ihn eine brüderliche Gemeinschaft im Geist der Bekennenden Kirche.
Als die Rote Armee im März 1945 in Daber einrückte, verabredeten die beiden Pfarrer, bei ihrer Gemeinde zu bleiben. Gallin jedoch wurde von dem sowjetischen Befehlshaber mit anderen Männern zum Arbeitseinsatz nach Posen beordert. Die Strapaze des Fußmarsches dorthin war für den ohnehin gesundheitlich angeschlagenen Mann das Todesurteil. Dort hat er noch einige Tage Andachten und Gebetsstunden bei den Lagerinsassen halten können, aber am 1. April 1945 starb er.
Gallin war verheiratet und Vater von sechs Töchtern.